# Gare d'Ucciani
La gare d'Ucciani est une gare ferroviaire française de la ligne de Bastia à Ajaccio (voie unique à écartement métrique). Elle se situe sur le territoire de la commune d'Ucciani, dans le département de la Corse-du-Sud et la Collectivité de Corse (CdC).
Construite par l'État, elle est mise en service en 1888 par la Compagnie de chemins de fer départementaux (CFD). Elle est devenue une halte des Chemins de fer de la Corse (CFC) desservie, éventuellement (arrêt facultatif), par des trains « grande ligne ».

## Situation ferroviaire
Établie à 381 mètres d'altitude, la gare d'Ucciani est établie au point kilométrique (PK) 126,8 de la ligne de Bastia à Ajaccio (voie unique à écartement métrique), entre les haltes d'arrêt facultatif de Tavera et de Carbuccia.
C'est une gare d'évitement avec une voie de croisement.

## Histoire
En septembre 1888, le conseil général est informé de l'état du réseau routier permettant l'accès à la « station d'Ucciani ». Elle est desservie par le chemin vicinal ordinaire no 1 qui rejoint les villages d'Ucciani et de Carbuccia.
La station d'Ucciani est mise en service le 1er décembre 1888 par la Compagnie de chemins de fer départementaux (CFD) lors de l'ouverture à l'exploitation du tronçon de Mezzana à Bocognano,

## Service des voyageurs

### Accueil
Halte CFC, c'est un point d'arrêt non géré (PANG) à accès libre. Arrêt facultatif  (AF) : la rame ne s'arrête que si la demande a été faite au conducteur par un signe de la main.

### Desserte
Ucciani est desservie par des trains CFC « grande ligne » de la relation Bastia (ou Corte) - Ajaccio.

### Intermodalité
Le stationnement des véhicules est possible à proximité.

## Patrimoine ferroviaire
Sur le site de la gare on trouve notamment : l'ancien bâtiment voyageurs, fermé, il est du type construit par l'État en 1888, avec deux ouvertures et un étage ; une halle à marchandises réaménagée en habitation ; une remise à locomotives ; divers éléments comme une fosse de visites sous la voie d'évitement et une grue à eau. 